# Маяк Грандик-Пойнт
Маяк Грандик-Пойнт (англ. Grandique Point Lighthouse), также известный как маяк Грандик-Ферри (англ. Grandique Ferry Lighthouse) — маяк, расположенный на острове Айл-Мадам напротив пролива Леннокс-Пессейдж, отделяющего его от острова Кейп-Бретон, графство Ричмонд, провинция Новая Шотландия, Канада. Построен в 1884 году. Автоматизирован в 1961 году. 

## История
Через пролив Леннокс-Пессейдж проходит кратчайший путь между городами Сидни и Малгрейв. В 1884 году вдоль пролива на берегу острова Айл-Мадам были установлены 3 фонаря на шестах высотой 7,5 метров. Средний из них был установлен рядом с мысом Грандик-Пойнт, название которого происходит от словосочетания фр. grand digue, означающего большую дамбу или большой берег. Их огни были видны с расстояния в 5 миль. Из-за эрозии средний фонарь был демонтирован в 1900 году. В 1906 году было принято решение вместо него построить полноценный маяк. Работы были завершены в 1908 году.  Маяк представлял собой белую квадратную деревянную башню высотой 9 метров с наклонными стенами и квадратной фонарной комнатой на вершине. Цена контракта составила $452. В 1961 году маяк был автоматизирован. Из-за продолжающейся эрозии маяк дважды переносили: в 1963 и в 2010 году. В настоящее время маяк работает только в ночное время.